# El Nuevo Testamento en el griego original
El Nuevo Testamento en el griego original (en inglés: The New Testament in the Original Greek) es el nombre de una versión en griego del Nuevo Testamento, publicada en 1881. También es conocido como el texto de Westcott y Hort, por sus editores Brooke Foss Westcott (1825–1901) y Fenton John Anthony Hort (1828–1892). Es un texto crítico, compilado a partir de algunos de los fragmentos más antiguos del Nuevo Testamento y los textos que habían sido descubiertos en el momento. Los dos editores trabajaron juntos por 28 años.
Westcott y Hort concluyeron: " [Es] nuestra creencia que incluso entre las numerosas lecturas incuestionablemente falsas del Nuevo Testamento no hay signos de falsificación deliberada de los textos con fines dogmáticos".
Según Hort, "El conocimiento de los documentos debe preceder a juicios finales en las lecturas". Dos manuscritos fueron favorecidos por Westcott y Hort: el Vaticano y el Sinaítico. También creía que la combinación del Códice de Beza con el latín antiguo y el siríaco antiguo representan la forma original del texto del Nuevo Testamento, especialmente cuando es más corta que otras formas tradicionales.

## Edición WH

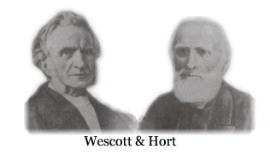
Brooke Foss Westcott y Fenton John Anthony Hort

Westcott y Hort distinguieron cuatro tipos de texto en sus estudios. El más reciente es sirio, o tipo textual bizantino, de los cuales el ejemplo más reciente (y por lo tanto desde el punto de vista textual crítico el menos fiable) es el Textus Receptus.  El tipo textual occidental es mucho más antiguo, pero tiende a parafrasear, por lo que según ellos también carece de fiabilidad. El tipo textual alejandrino, ejemplificado en el Códice Ephraemi, exhibe un estilo griego, pulido. Los dos eruditos identificaron su tipo de texto favorito como "texto neutral", ejemplificada por los dos manuscritos del siglo cuarto Códice Vaticano (conocido por los estudiosos desde el siglo XV) y el Códice Sinaítico (descubierto tan solo en 1859), de los cuales se basaron en gran medida, pero no de manera exclusiva para esta edición. Este texto tiene sólo unos pocos cambios del original. Esta edición se basa en las obras críticas especialmente de Tischendorf y Tregelles.
Westcott y Hort trabajaron en su testamento desde 1853 hasta su finalización en 1881. Fue seguido de una introducción y apéndice por Hort, que aparecen en un segundo volumen en 1882. En 1892 fue publicada por F. C. Burkitt una edición revisada.

## Aceptación
La edición de Westcott y Hort comenzó una nueva época en la historia de la crítica textual.
Todas las ediciones críticas publicadas después de Westcott y Hort se aproximaron a su texto con una única excepción (von Soden). Las
ediciones de Hermann von Soden se encuentran mucho más cercanas a Tischendorf que al texto de Westcott y Hort. Todas las ediciones de Nestle-Aland están cerca en carácter textual al texto de WH. Aland informa que, mientras que el texto NA25 muestra, por ejemplo, 2047 diferencias de von Soden, 1996 de Vogel, 1268 de Tischendorf, 1161 de Bover, y 770 de Merk, sólo contiene 558 diferencias del texto de WH.
Según Bruce M. Metzger, "la validez general de sus principios críticos y procedimientos es ampliamente reconocida por los eruditos de hoy."
En 1981 Metzger dijo:
“El Comité Internacional que produjo el Nuevo Testamento griego de la Sociedades Bíblicas Unidas, no adoptó solamente la edición Westcott y Hort como su texto básico, sino que siguieron su metodología al darle atención a las consideraciones internas y externas.

Philip Comfort dio esta opinión:

El texto elaborado por Westcott y Hort es, hasta este día, incluso entre varios manuscritos descubiertos, una reproducción muy cercana a los textos primitivos del Nuevo Testamento. Por supuesto, pienso que le dieron demasiada importancia únicamente al Códice Vaticano, y esto tiene que ser moderado. Haciendo a un lado esta crítica, el texto Wescott y Hort es muy fiable. (...) En muchos casos donde diferiera con el trabajo en el Nestle / UBS en favor de una variante en una lectura en particular, consultaría con el texto de Westcott y Hort y me doy cuenta que habían llegado a menudo a la misma decisión. (...) Por supuesto, los descubrimientos de manuscritos en los últimos cien años han cambiado las cosas, pero es asombroso ver con qué frecuencia han confirmado las decisiones de Westcott y Hort.

## Otras ediciones del Nuevo Testamento en griego
El texto de Nestle-Aland y los textos de Bover y Merk difieren muy poco del texto de Westcott-Hort.